# Geopelia
Geopelia is een geslacht van vogels uit de familie van de duiven (Columbidae). De wetenschappelijke naam van het geslacht is voor het eerst geldig gepubliceerd in 1837 door Swainson.

## Soorten
De volgende soorten zijn bij het geslacht ingedeeld:
- Geopelia cuneata – Diamantduif
- Geopelia humeralis – Roodnekzebraduif
- Geopelia maugeus – Temmincks zebraduif
- Geopelia placida – Goulds zebraduif
- Geopelia striata – Zebraduif